# Cupid Angling
Cupid Angling er en amerikansk stumfilm fra 1918.